# Iphone 5C
Iphone 5C (marknadsfört som iPhone 5c) är en smartphone med pekskärm som utvecklats av Apple. Det är den sjunde generationen Iphone och en av efterföljarna till Iphone 5. Telefonmodellen var tänkt att vara en budgetvariant av Iphone 5S och användas av ungdomar och skalet kunde fås i fler färger än Iphone 5S. Den fanns i början med 16 eller 32 GB minne, men senare endast med 8 GB. Modellen slog inte igenom speciellt bra, så de efterföljande modellerna Iphone 6, 6+, 6S och 6S+ fick aldrig några motsvarande budgetmodeller. Man kan dock säga att vidareutvecklingen av iPhone 5S, iPhone SE, som lanserades i mars 2016, är en slags efterträdare i budgetsegmentet.